# Hugo Porta
Hugo Porta (Buenos Aires, 11 settembre 1951) è un ex rugbista a 15, architetto, dirigente sportivo, diplomatico e uomo politico argentino, mediano d'apertura dei Pumas dal 1971 al 1990; detentore del record di punti internazionali per il suo Paese (590 in 58 test match) è considerato il miglior rugbista argentino e tra i migliori, se non il migliore in assoluto, interpreti del suo ruolo.
Ammesso sia nell'International Rugby Hall of Fame che nella IRB Hall of Fame, ha ricoperto l'incarico di ambasciatore e di ministro per conto del governo argentino e, da dirigente sportivo, ha presieduto la confederazione rugbistica sudamericana e rappresenta la federazione argentina in World Rugby.

## Biografia
Nato e cresciuto a Buenos Aires, praticò dapprima il calcio nelle file del Boca Juniors; presto, tuttavia, passò al rugby, nel Banco Nación, in cui giocava come mediano di mischia; tuttavia, a vent'anni appena compiuti, fu nel ruolo di apertura, che divenne quello definitivo, quello in cui fu schierato nel Campionato sudamericano 1971 contro il Cile a Montevideo (10 ottobre, vittoria 20-3).
I suoi primi punti internazionali giunsero pochi giorni dopo nel corso dello stesso torneo, avversario il Paraguay (13 punti).
Passò circa un anno prima della successiva convocazione, in occasione di un tour dei South African Gazelles, che disputarono due incontri con l'Argentina con una vittoria e una sconfitta.
Tra il 1974 e il 1975 disputò i suoi primi incontri europei, sei sconfitte contro un XV scozzese, uno irlandese e quattro test match contro la Francia.
La prima vittoria di prestigio giunse nel 1979 a Buenos Aires, contro l'Australia 24-13, con un suo personale di 18 punti (un piazzato, due trasformazioni e tre drop tra i pali australiani); quattro anni più tardi l'Argentina ripeté l'impresa a Brisbane, vincendo 18-3 con 10 punti di Porta.
Tra gli altri risultati di prestigio ottenuti dall'Argentina guidata da Hugo Porta figurano un pareggio 18-18 contro la Francia a Buenos Aires nel 1977, con 6 calci piazzati che rappresentarono l'intero score dei Pumas, e un altro pareggio, 19-19, nel primo test match concesso dall'Inghilterra ai sudamericani, in cui l'apertura realizzò 10 punti.
Nel 1985 giunsero invece la prima vittoria contro la Francia (24-13, 16 punti) e soprattutto un 21-21 contro la Nuova Zelanda, in cui Porta realizzò l'intero score argentino (4 piazzati e 3 drop).
Si trattava del secondo test match assoluto tra gli All Blacks e i Pumas.
Nel 1987 Porta prese parte da capitano con la sua Nazionale alla prima edizione della Coppa del Mondo, in cui l'Argentina fu sorteggiata in un girone insieme ai padroni di casa della Nuova Zelanda, Figi e Italia; i Pumas vinsero solo quest'ultimo incontro, perdendo contro le prime due.
A fine stagione Porta si ritirò per dedicarsi a tempo pieno alla professione di architetto, ma ebbe un brevissimo ritorno nel 1990 quando accettò di vestire la maglia argentina per un tour nel Regno Unito contro Irlanda, Inghilterra e Scozia, tre sconfitte nelle quali tuttavia marcò i suoi ultimi 14 punti internazionali.
Furono 590 i punti marcati in Nazionale, frutto di 11 mete, 85 trasformazioni, 101 calci piazzati e 26 drop; quest'ultimo costituì a lungo il record internazionale prima di essere superato dall'inglese Jonny Wilkinson, attualmente primo a 29.
Nel 1991 fu nominato ambasciatore in Sudafrica dal presidente argentino Carlos Menem che, successivamente, lo nominò ministro per lo Sport, incarico che tenne fino al 2000 e che lo stesso Porta giudicò «più difficile che fare l'ambasciatore».
Nel 1999 tornò in campo a 48 anni per un match internazionale, nelle file di un XV argentino che schierava anche i più giovani Gonzalo Quesada e Agustín Pichot, che batté un World XV per 49-13 e nel quale Porta trasformò una meta tra i pali, marcando 2 punti nel tabellino.
Nel 1997 fece parte dei primi ammessi nella neoistituita International Rugby Hall of Fame; dal 2008 è presente anche in quella di World Rugby.
Dopo essere stato dirigente della Unión Argentina de Rugby, fu presidente sino al 2008 della Confederazione sudamericana e, dal gennaio 2008, rappresentante della UAR presso l'International Rugby Board, veste nella quale dichiarò di voler adoperarsi per fare entrare l'Argentina in un torneo internazionale di prestigio, segnatamente il Tri Nations.

## Palmarès
- Campionati sudamericani: 3
Argentina: 1971, 1973, 1985
- Campionati URBA: 1
Banco Nación: 1986